# Plaćanje pouzećem
Plaćanje pouzećem je prodaja dobara poštom gde se plaćanje vrši po preuzimanju, a ne unapred. Ukoliko dobra nisu plaćena, ona se vraćaju maloprodavcu. Izvorno, termin se primenjivao samo na plaćanja gotovinom, ali kako su drugi oblici plaćanja postali učestali, reč „gotovina“ se ponekad zamenjivala rečima „po pouzeću“ kako bi obuhvatili transakcije čekovima, kreditnim karticama ili debitnim karticama.

## Prednosti i nedostaci za maloprodavce
Prednosti plaćanja pouzećem za onlajn porudžbine ili porudžbine poštom za maloprodavce su:
- Kupac ne mora da poseduje kreditnu karticu da bi kupio
- Broj impulsivnih (neplaniranih) kupovina može porasti ako naplata nije istovremena s porudžbinom
- Kredibilitet maloprodavaca može porasti jer kupac plaća tek kada je artikal dostavljen

Osnovni nedostatak za maloprodavce je taj što će biti više porudžbina vraćeno jer su kupci manje posvećeni kupovini nego kada treba da plate unapred.

## Ograničenja
Većina kurirskih službi nameću ograničenja novčanog iznosa prikupljenog po dostavi ili po danu korišćenja usluga plaćanja pouzećem. Ograničenja mogu biti veća za bezgotovinska plaćanja. Na primer, Pošta Kanade primenjuje limit od 1000C$ za gotovinu, ali 25,000C$ za plaćanja čekovima ili poštanskim uputnicama.

## Popularnost u zemljama u razvoju
U nekim zemljama ovo je i dalje popularna opcija za maloprodavce bazirane na internetu, kako je to mnogo jednostavnije za mala preduzeća i ne zahteva od kupca posedovanje kreditne kartice. Mnoga mala preduzeća preferiraju gotovinska plaćanjima od plaćanja kreditnim karticama time izbegavajući provizije obrade kreditnih kartica. Neke prodavnice nude i popuste za plaćanja gotovinom jer tako mogu da ponude bolju cenu kupcu.
Preovlađujuća većina transakcija u e-prodaji na Bliskom Istoku je plaćanje pouzećem. 60% onlajn transakcija u UAE i Bliskom Istoku izvrši se plaćanjem pouzećem što je dovelo do rasta kurirskih kompanija koje nude uslugu plaćanja pouzećem. Ipak, na Bliskom Istoku slučaj je malo drugačiji budući da njihova najveća logistička i špediterska kompanija, Aramex nudi uslugu plaćanja pouzećem uz vrlo malu naknadu, čineći je jednostavnijom opcijom i olakšavajući buduće osnaživanje opcije plaćanja pouzećem. Međutim, i Aramex se žali na veliki broj povraćaja pošiljaka od strane njihovih klijenata u e-trgovini.

## Spoljašnje veze
- Kanadsko plaćanje pouzećem na blogu o istoriji kanadske pošte